# 4-Ethylguajacol
4-Ethylguajacol, oft auch mit 4-EG abgekürzt, leitet sich von Guajacol bzw. 4-Ethylphenol ab. Bei diesem  Naturstoff handelt es sich um eine phenolische Verbindung mit einer angefügten Ethylgruppe (–CH2–CH3) und einer Methoxygruppe (–OCH3). Als Aromastoff spielt es im Wein eine besondere Rolle.

## Vorkommen

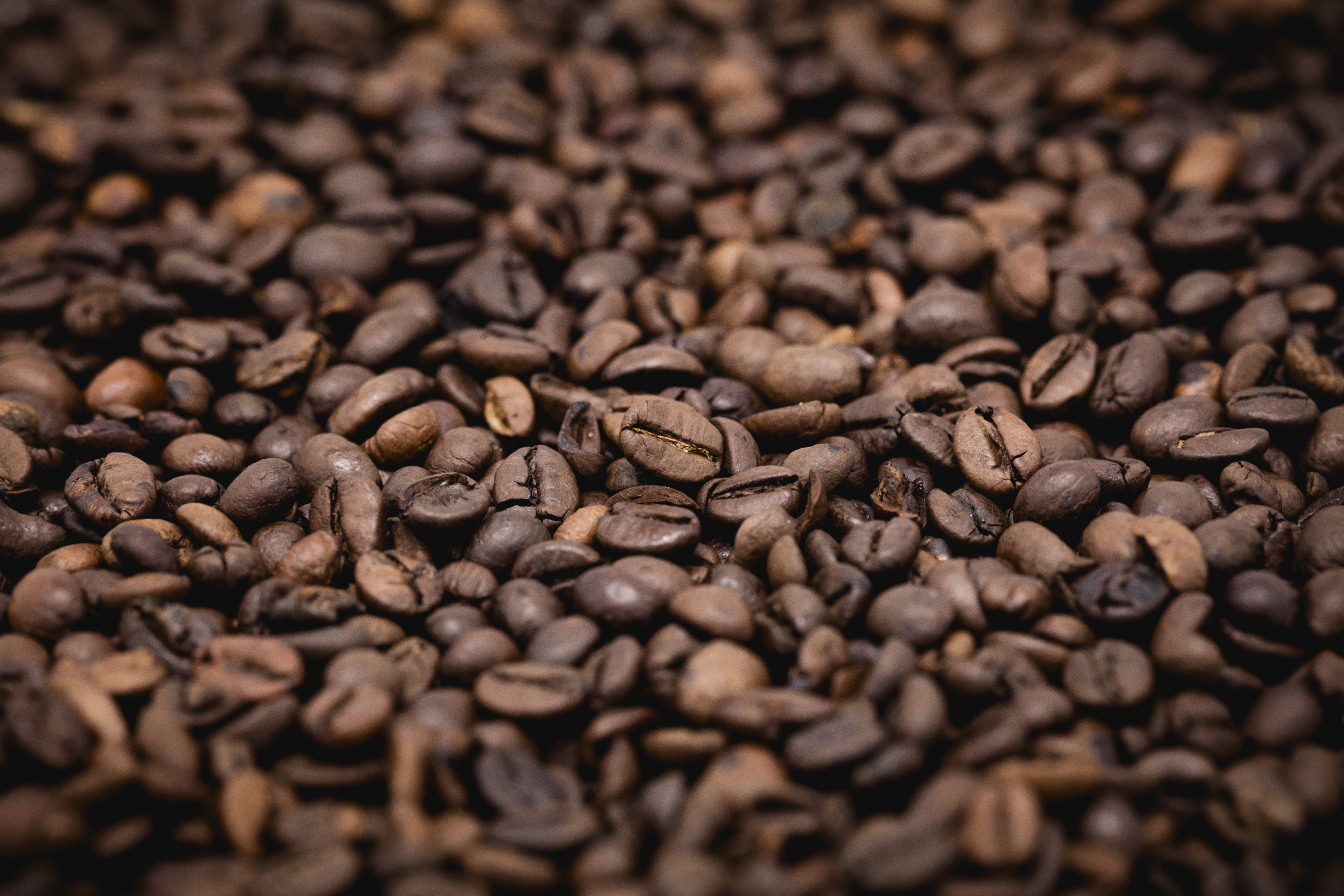
Geröstete Kaffeebohnen

4-Ethylguajacol wird – neben 4-Ethylphenol – in Wein durch den Hefepilz Brettanomyces bruxellensis oder B. anomalus erzeugt. Häufig finden sich diese Phenole in Rotweinen. 4-Ethylguajacol wird mit einem würzigen oder nelkigen Aroma wahrgenommen, seine Geruchsschwelle im Wein liegt bei mindestens 33 µg/l. An und für sich geben diese Aromen dem Wein eine gute Note. 4-Ethylguajacol tritt aber zusammen mit 4-Ethylphenol auf, welches mit einem Lackgeruch, nach Pferdeschweiß riechend, phenolisch oder ledrig wahrgenommen wird (die Geruchsschwelle liegt bei 440 µg/l). Daher trägt die Mischung dieser Phenole häufig zu einem Weinfehler bei. Das Verhältnis der beiden Komponenten beeinflusst die (individuelle) sensorische Wahrnehmung des Weines. Auch zum Geruch von geröstetem Kaffee trägt es bei.

## Herstellung
4-Ethylguajacol wird biochemisch in einem zweistufigen Prozess aus Ferulasäure erzeugt. Letzteres wird zunächst zu einem Vinylzwischenprodukt decarboxyliert und dann zu 4-Ethylguajacol oxidiert. Die erste Reaktion wird von Brettanomyces von einer Hydroxyzimtsäure-Decarboxylase, die zweite von einer Vinylphenolreduktase katalysiert.